# Chela Sandoval
Chela Sandoval, née le 31 juillet 1956, est professeure agrégée en Chicana Studies, à l'Université de Californie, à Santa Barbara, aux États-Unis.
Théoricienne du féminisme postcolonial et intersectionnel, elle est l'autrice d'un ouvrage pionnier, intitulé U.S. Third World Feminism: The Theory and Method of Oppositional Consciousness in the Postmodern World. Elle compte parmi les figures importantes du féminisme chicana.

## Biographie
Chela Sandoval naît et grandit à San José, en Californie,. Ses parents sont issus de la classe ouvrière. Elle décrit sa mère, Pearl Antonia Doria-Sandoval, comme « conductrice de chariot élévateur / activiste spirituelle » et son père, Jose Machlavio Lucero-Sandova, comme « machiniste / philosophe ». Elle a quatre sœurs, nommées Janet, Robin, Sandy et Julie.
Détentrice d'un Bachelor en art et un Bachelor en sciences, obtenus à l'UCSC, l'University of California de Santa Cruz, elle commence à s'intéresser au féminisme dès 1971. Elle s'inscrit au cours « Femmes en littérature », à la suite duquel elle s'engage au sein du Santa Cruz Women's Media Collective, un collectif qui réalise une programmation télévisée pour une chaîne publique locale.
En 1978, elle déménage à New York, où elle effectue un stage chez ABC News, engagée par Barbara Walters. Elle décide cependant d'effectuer un doctorat plutôt que de faire carrière en tant que réalisatrice de film documentaire. En 2005, elle explique, en ces termes, que cette décision était motivée par son désir de rendre l'activisme plus efficace : I felt the activism was... frustrating ; we were repeating the same practices over and over again. I really needed to think about what we were committing our lives to, to see if there was another way to make positive social change. That's when I applied to HistCon to learn from activist- theorists and philosophers, in those early stages. (« J'avais l'impression que l'activisme était... frustrant ; nous répétions les mêmes pratiques encore et encore. J'avais vraiment besoin de réfléchir à ce dans quoi nous engagions nos vies, pour voir s'il y avait une autre façon d'apporter un changement social positif. C'est à ce moment-là que j'ai postulé à l'HistCon pour apprendre des théoriciens et des philosophes de l'activisme, dans ces premières étapes. »).
L'équipe de professeures et professeurs, qui enseignent alors dans le cadre du cours History of Consciousness, comprennent Stephen Heath, Vivian Sobchack et Janey Place et Teresa de Lauretis. Elle considère par ailleurs cette dernière comme sa mentor, tout comme l'étaient également Hayden White, Donna Haraway, James Clifford et Teresa de Lauretis.
Théoricienne du féminisme postcolonial et intersectionnel, Chela Sandoval est une actrice incontournable du féminisme américain. En 1981, à la suite d'une division liée à la conférence de la National Women's Studies Association, elle écrit un rapport sur les femmes et le racisme, au nom de la Third World Women's Alliance. Elle a initialement l'intention d'écrire une thèse sur le thème des femmes et de la vidéo, mais ses lectures la guident vers la philosophie. Sa thèse développe sa première contribution théorique majeure, celle de l'idée de conscience oppositionnelle (oppositional consciousness). Elle rédige en 1991 un ouvrage pionnier dans ces domaines, intitulé U.S. Third World Feminism: The Theory and Method of Oppositional Consciousness in the Postmodern World.

## Théories
Après avoir étudié les conditions de la prise de parole politique des femmes racisées, Chela Sandoval élabore un modèle d’identité politique qu'elle nomme oppositional consciousness (« conscience oppositionnelle »). Ce concept repose sur « le talent dont font preuve celles qui se voient refuser toute appartenance stable aux catégories sociales de race, de sexe ou de classe pour déchiffrer les réseaux du pouvoir ». Pour Chela Sandoval, il n'existe aucun critère essentialiste permettant d’identifier une femme « de couleur » ; le groupe est uniquement défini par l’appropriation consciente de la négation. Si sa théorie est à ses débuts contestée par celles qu’elle désigne sous l’expression de « femmes de couleur », elle constitue cependant une prise de conscience historique, qui permet l'émergence d'une forme « d'identité postmoderniste de l’altérité, de la différence et de la spécificité », pleinement politique. Ce modèle de conscience oppositionnelle traite de positionnements contradictoires et de calendriers hétérochroniques. Dans son ouvrage titré Méthodologie de l'opprimé, elle reprend ce concept, un mode d'« idéologie-praxis », enraciné dans les expériences du « Tiers-Monde américain », qui résiste aux catégories binaires en faveur d'une fluidité de l'identité. Sa thèse est à comprendre comme une formulation féministe puissante du discours anti-colonialiste, qui annihile la notion d’Occident.
Sandoval considère le genre comme une construction sociale néfaste et propose le concept de féminisme anti-genre, un type de féminisme basé sur le modèle du discours antiraciste. Le travail de Chela Sandoval influence fortement le féminisme de la deuxième vague. Sa notion de conscience oppositionnelle est au cœur du féminisme cyborg, théorisé par Donna Haraway ; ce concept est repris par de nombreux chercheurs dans de différents domaines.
Par la suite, Chela Sandoval retrouve son intérêt antérieur pour la culture et se concentre sur une forme d'art militant développé aux côtés de Guisella LaTorre, qu'elle dénomme sous le néologisme artivisme.
Ses travaux sont inclus dans les archives de la théorie féministe, rassemblée à l'Université Brown, de Providence.

## Travaux
- (en) Chela Sandoval, « Comment on Krieger's "Lesbian Identity and Community: Recent Social Science Literature" », Signs, Chicago, The University of Chicago Press, vol. 9, no 4,‎ 1984, p. 725-729 (lire en ligne)
- (en) Chela Sandoval, « Feminism and racism : A report on the 1981 National Women’s Studies Association Conference. », dans Gloria Anzaldùa, Making Face, Making Soul : Creative and Critical Perspectives by Feminists of Color, San Francisco, Aunt Lute Book, 1990, 448 p. (ISBN 978-1879960107)
- (en) Chela Sandoval, « US third world feminism : The theory and method of oppositional consciousness in the postmodern world. », Genders, no 10 « Spring 1991 »,‎ 1991, p. 1-24 (lire en ligne)
- (en) Chela Sandoval, « Theorizing white consciousness for a post-empire world : Barthes, Fanon, and the rhetoric of love », dans Ruth Frankenberg, Displacing whiteness: Essays in Social and Cultural Criticism, Duke University Press, 1997, 368 p. (ISBN 978-0822382270), p. 86-107
- (en) Chela Sandoval, « Re-entering Cyberspace : Science of Resistance », Disposito, Center for Latin American and Caribbean Studies, University of, vol. 19 « Subaltern studies in the Americas », no 46,‎ 1994, p. 75-93 (lire en ligne)
- (en) Chela Sandoval, « New Sciences : Cyborg Feminism and the Methodology of the Oppressed », dans Donna J. Haraway, The Cyborg Handbook, Routledge, 1995, 568 p. (ISBN 978-0415908498)
- (en) Chela Sandoval, « Mestizaje as method : Feminists-of-color challenge the canon », dans Carla Trujillo, Living Chicana Theory, Berkeley, Third Woman Press, 1998, 448 p. (ISBN 978-0943219158)
- (en) Chela Sandoval, Methodology of the Oppressed, Minnesota, University of Minnesota Press, 2000, 264 p. (ISBN 978-0816627370)
- (en) Chela Sandoval, Chon Noriega, Karen Mary Davelos et Rafael Perez-Torres, The Chicano Studies Reader : An Anthology of Aztlán, 1970-2015, UCLA Chicano Studies Research Center Press, 2001, 864 p. (ISBN 978-0895511621)
- (en) Chela Sandoval, « New Sciences: Cyborg Feminism », dans Gloria Anzaldùa, This bridge we call home: radical visions for transformation, Routledge, 2002, 624 p. (ISBN 978-0415936828)
- (en) Chela Sandoval, « New Sciences : Cyborg Feminism », dans Jenny Wolmark, CyberSexualities : A Reader on Feminist Theory, Cyborgs and Cyberspace, Edinburgh, Edinburgh University Press, 2002, 400 p. (ISBN 978-0748611188)
- (en) Chela Sandoval, « Dissident Globalizations, Emancipatory Methods, Social Erotics », dans Arnaldo Cruz-Malavé, Queer Globalizations : Citizenship and the Afterlife of Colonialism, New-York, NYU Press, 2002, 286 p. (ISBN 978-0814716243)
- (en) Chela Sandoval, « Chicana/o artivism: Judy Baca’s digital work with youth of color », dans Anna Everett, Learning Race and Ethnicity : Youth and Digital Media, The MIT Press, 2008, 207 p. (ISBN 978-0262050913), p. 81-108